# Òliba daurada
L'òliba daurada (Tyto aurantia) és un ocell rapinyaire nocturn de la família dels titònids (Tytonidae). Habita boscos clars i matolls de Nova Bretanya, a l'Arxipèlag de Bismarck. El seu estat de conservació es considera vulnerable.